# Knurów
Knurów là một thị trấn thuộc huyện Gliwicki, tỉnh Śląskie ở nam Ba Lan. Thị trấn có diện tích 34 km². Đến ngày 1 tháng 1 năm 2011, dân số của thị trấn là 39154 người và mật độ 1153 người/km².